# Juan de Padilla

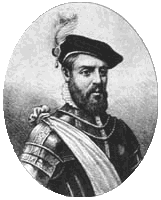
Juan de Padilla

Juan de Padilla (ur. 1490 w Toledo, zm. 24 kwietnia 1521 w Villalar) – kastylijski dowódca wojskowy, jeden z przywódców powstania Comuneros w latach 1520–1521.
Urodzony w Toledo. Szlachcic, członek rady miasta Toledo. Od 1518 r. dowódca milicji w Toledo. Po wybuch powstania Comuneros, w sierpniu 1520 roku, wybrany na jego głównego dowódcę. Zajął Tordesillas i przedstawił królowej Joannie Szalonej przyczyny powstania. 23 kwietnia 1521 poniósł klęskę w bitwie pod Villalar z wojskami hiszpańskimi. Został ujęty i ścięty następnego dnia.